# میلارد، میسوری
میلارد (به انگلیسی: Millard) یک منطقهٔ مسکونی در ایالات متحده آمریکا است که در شهرستان ادیر، میزوری واقع شده‌است.
 میلارد ۰٫۳۱ کیلومتر مربع مساحت و ۸۹ نفر جمعیت دارد و ۲۹۳ متر بالاتر از سطح دریا واقع شده‌است.